# Ігерас (Кастельйон)
Ігерас, Фігерес (ісп. Higueras (офіційна назва), валенс. Figueres) — муніципалітет в Іспанії, у складі автономної спільноти Валенсія, у провінції Кастельйон. Населення — 50 осіб (2010).

## Географія
Муніципалітет розташований на відстані близько 280 км на схід від Мадрида, 39 км на захід від міста Кастельйон-де-ла-Плана.

## Демографія
Динаміка населення (INE ):

## Галерея зображень

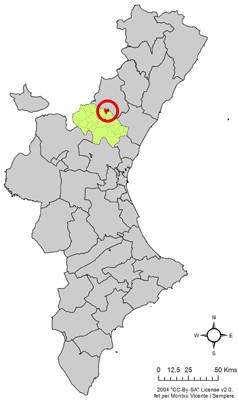
Розташування муніципалітету Ігерас у автономній спільноті Валенсія
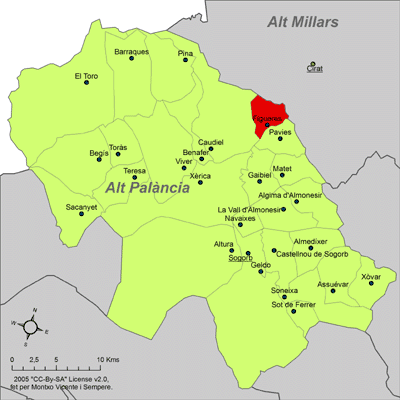
Розташування муніципалітету Ігерас у комарці Альто-Палансія
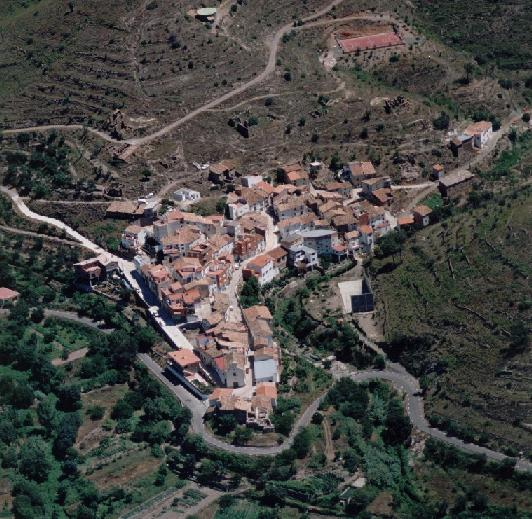
Ігерас, вид згори